# Stopklank
Een stopklank (antoniem: continuant) is een medeklinker die gekenmerkt wordt door een niet-continue (lees: afgebroken) luchtstroom in de mond bij uitspraak ervan. Tot deze categorie behoren de plosieven en nasalen.

Merk op dat stopklank niet synoniem is met obstruent; de begrippen overlappen elkaar wel gedeeltelijk.